# 灵芝乡
灵芝乡，是中华人民共和国甘肃省平凉市静宁县下辖的一个乡镇级行政单位。

## 行政区划
灵芝乡下辖以下地区：
高义村、车李村、尹岔村、张堡村、水流村、东庄村、杨岔村、杨渠村、前湾村、长塬村和俊峰村。